# Mask Off
Mask Off è un singolo del rapper statunitense Future, pubblicato il 18 aprile 2017 come secondo estratto dal quinto album in studio Future.

## Descrizione
Il brano presenta una base molto particolare rispetto alle canzoni trap di quel tempo, grazie all'utilizzo di un flauto melodico campionato dal brano del 1978 Prison Song di Tommy Butler.

## Video musicale
Il video musicale è stato diretto da Colin Tilley e pubblicato il 5 maggio del 2017, e mostra una periferia di una città statunitense in preda all'anarchia, mentre il rapper si trova a bordo di un'auto lussuosa, e successivamente sul tetto di un negozio in fiamme.
Nel video c'è un cameo di Amber Rose.

## Tracce
Testi e musiche di William Moore, Nayvadius Wilburn, Tommy Butler e Leland Wayne.
1. Mask Off – 3:23
2. Mask Off (feat. Kendrick Lamar) (Remix) – 4:17
3. Mask Off (Marshmello Remix) – 3:00

## Influenza nella musica trap
L'utilizzo del flauto nella produzione del brano rivoluzionò le produzioni della musica trap, iniziando a farsi sentire nei brani di ogni artista mainstream o underground del genere. Svariati successi trap di quell'anno mostrarono influenze dalla produzione di Mask Off, tra cui Portland di Drake, Tone It Down di Gucci Mane e Get Right Witcha dei Migos.

## Classifiche

### Classifiche settimanali
| Classifica (2017-18) | Posizione massima |
| -------------------- | ----------------- |
| Australia            | 13                |
| Austria              | 20                |
| Belgio (Fiandre)     | 33                |
| Belgio (Vallonia)    | 47                |
| Canada               | 5                 |
| Danimarca            | 11                |
| Filippine            | 22                |
| Finlandia            | 7                 |
| Francia              | 2                 |
| Germania             | 12                |
| Grecia               | 4                 |
| Irlanda              | 22                |
| Italia               | 52                |
| Lettonia             | 59                |
| Norvegia             | 10                |
| Nuova Zelanda        | 6                 |
| Paesi Bassi          | 16                |
| Portogallo           | 12                |
| Regno Unito          | 22                |
| Repubblica Ceca      | 27                |
| Slovacchia           | 27                |
| Spagna               | 72                |
| Stati Uniti          | 5                 |
| Svezia               | 8                 |
| Svizzera             | 9                 |
| Ungheria             | 15                |

### Classifiche di fine anno
| Classifica (2017) | Posizione |
| ----------------- | --------- |
| Australia         | 64        |
| Belgio (Fiandre)  | 78        |
| Canada            | 15        |
| Danimarca         | 40        |
| Francia           | 8         |
| Germania          | 53        |
| Norvegia          | 31        |
| Nuova Zelanda     | 39        |
| Paesi Bassi       | 49        |
| Portogallo        | 21        |
| Regno Unito       | 43        |
| Stati Uniti       | 14        |
| Svezia            | 34        |
| Svizzera          | 34        |
| Ungheria          | 58        |